# Zaitzevia parvulus
Zaitzevia parvulus är en skalbaggsart som först beskrevs av Horn.  Zaitzevia parvulus ingår i släktet Zaitzevia och familjen bäckbaggar. Inga underarter finns listade i Catalogue of Life.